# قطعنامه ۹۴۶ شورای امنیت
قطعنامه ۹۴۶ شورای امنیت سازمان ملل متحد که در تاریخ ۲۹ سپتامبر ۱۹۹۴ تصویب شد، سندی بین‌المللی دربارهٔ سومالی است. این قطعنامه طی نشست ۳۴۳۲ام با ۱۴ رای موافق، ۰ مخالف و ۱ ممتنع تصویب شد.